# 拉西锡专区
拉西锡专区（希臘語：Περιφερειακή ενότητα Λασιθίου），是希腊克里特大区的一个专区，位于克里特岛的最东部，北臨克里特海，南臨地中海，東北隔卡索斯海峽與卡索斯島相望。首府为圣尼古拉奥斯。专区面积为2,641平方公里，2021年人口数量为75,900人。

## 行政
在2011年卡利克拉提斯改革方案中，希腊所有州份被取消。原拉西锡州作为整体设立为拉西锡专区。拉西锡专区下分为4个市镇（括号内为地图中的数字）：
- 圣尼古拉奥斯（1）
- 耶拉彼得拉（2）
- 奥罗佩季奥-拉西锡乌（3）
- 锡蒂亚（4）